# Estação 36
A Estação 36 será uma das estações do Metrô do Distrito Federal, situada em Samambaia, ao lado da Estação 35.
Até o fim de 2013 as obras deveriam ter sido iniciadas. A expectativa é que durassem 24 meses, a estação ficaria pronta, portanto, no final de 2015.
Porém, somente em 2024, o contrato que prevê uma expansão da linha em Samambaia foi assinado, com a construção de duas novas estações, uma próxima a UPA da Região Administrativa e outra próxima ao Centro Olímpico. As obras se iniciaram em fevereiro de 2025, e a previsão de inauguração é em 2028.
O nome Estação 36 se deve à sua numeração técnica. Outro nome deve ser escolhido fazendo referência à sua localização exata.